# 2021-es Copa América
A 2021-es Copa América a dél-amerikai válogatottak első számú tornájának a 47. kiírása, amit június 13. és július 10. között bonyolítottak le. A tornát eredetileg Argentínában és Kolumbiában rendezték volna 2020. június 12. és július 12. között, de a CONMEBOL a koronavírus-járvány miatt 2021-re halasztotta. 2021-re halasztotta, majd két héttel az esemény előtt Brazília ugrott be rendezőként. Ettől a tornától kezdve a Copa Américát páros években, az Európa-bajnoksággal azonos évben rendezik meg.
Ez lett volna az 1983-as Copa América óta az első esemény, amikor nem egyetlen házigazda ország ad otthont a tornának, illetve az első, hogy két ország ad otthont a kontinenstornának.
A tornát Argentína nyerte, története során 15. alkalommal, 1993 óta először.

## Előzmények
2017 márciusában a CONMEBOL bejelentette, hogy a Copa América 2020-ban is megrendezésre kerül. A Brazíliában rendezett 2019-es tornát követően így a kontinenstorna eseményei átkerülnek a páros évekre. Az ezt követő Copa Américára 2024-ben kerül sor Ecuadorban. A döntés hátterében elsősorban az állt, hogy így a dél-amerikai válogatottak seregszemléje egy évben fog zajlani az Európa-bajnoksággal.
Előzetes vélemények szerint a rendezésre az Egyesült Államoknak volt a legnagyobb esélye, amely 2016-ban nagy sikerrel bonyolította le a centenáriumi kontinenstornát, amely a CONMEBOL centenáriumának ünnepségének része volt. 2018. szeptember 18-án a Dél-amerikai Labdarúgó-szövetség elnöke, Alejandro Domínguez bejelentette a torna rendezését, illetve a naptári változást, miután kérvényét benyújtotta a Nemzetközi Labdarúgó-szövetségnek, amely 2018. október 26-án a Ruandában, Kigaliban tartott ülésén elfogadta azt. A tornát június 12-től július 12-éig bonyolítják le, egy időben a  2020-as labdarúgó-Európa-bajnoksággal.
2019. március 13-án a CONMEBOL bejelentette: Argentínát és Kolumbiát választották a 2020-as esemény házigazdáinak. Ugyanezen a napon hivatalosan is bejelentették, hogy a CONMEBOL jóváhagyta az esemény megszervezését, ezt 2019. április 9-én Rio de Janeiróban, a szervezet kongresszusán is megerősítették.
2021 áprilisában bejelentették, hogy a mérkőzéseket nézők nélkül rendezik meg. Ugyancsak áprilisban Kolumbiában a belpolitikai okokból kezdődött tüntetések erőszakossá váltak. Legalább 50 halottról és 500 eltűnt személyről számoltak be a híradások. Ezért április 18-án Argentína bejelentette, hogy egyedül is vállalja a rendezést. Kolumbia a torna novemberre halasztását kérte, de ehhez a CONMEBOL nem járult hozzá. A szervezet április 21-én elvette Kolumbiától a rendezés jogát. Ezután felmerült, hogy Argentína egyedül rendezi meg az eseményt és Chile beugrása is társrendezőként. Május 31-én a Dél-amerikai Labdarúgó-szövetség bejelentette, hogy az országban uralkodó rossz járványhelyzet miatt Argentína sem maradhat rendező. Még ugyanaznap nyilvánosságra hozták, hogy a rendezést Brazília veszi át.

## Helyszínek
A tornát eredetileg két ország kilenc városának egy-egy stadionjában bonyolították volna le.

## Résztvevők
A Dél-amerikai Labdarúgó-szövetség (CONMEBOL) a gyakorlatnak megfelelően erre a tornára is meghívott két vendégszereplőt más kontinensről.
2019 júniusában vált hivatalossá, hogy ezúttal Ausztrália és a 2019-es tornán is résztvevő Katar kapott meghívást.  Ausztrália első alkalommal szerepelt volna a Copa Américán, azonban 2021 februárjában Ausztrália és Katar is visszalépett az indulástól.
| - Argentína (rendező) - Kolumbia (rendező) - Ausztrália (meghívott) - Bolívia - Brazília - Chile | - Ecuador - Paraguay - Peru - Katar (meghívott) - Uruguay - Venezuela |

## Csoportkör
A mérkőzések kezdési időpontjai helyi idő szerint, zárójelben magyar idő szerint értendők.

### A csoport (déli zóna)
| Hely. | Csapat    | M | Gy | D | V | G+ | G– | Gk | P  | Továbbjutás                                |
| ----- | --------- | - | -- | - | - | -- | -- | -- | -- | ------------------------------------------ |
| 1.    | Argentína | 4 | 3  | 1 | 0 | 7  | 2  | +5 | 10 | Továbbjutott az egyenes kieséses szakaszba |
| 2.    | Uruguay   | 4 | 2  | 1 | 1 | 4  | 2  | +2 | 7  | Továbbjutott az egyenes kieséses szakaszba |
| 3.    | Paraguay  | 4 | 2  | 0 | 2 | 5  | 3  | +2 | 6  | Továbbjutott az egyenes kieséses szakaszba |
| 4.    | Chile     | 4 | 1  | 2 | 1 | 3  | 4  | −1 | 5  | Továbbjutott az egyenes kieséses szakaszba |
| 5.    | Bolívia   | 4 | 0  | 0 | 4 | 2  | 10 | −8 | 0  |                                            |

| 2021. június 14. 18:00 (23:00) |

| Argentína | 1–1               | Chile      |
| --------- | ----------------- | ---------- |
| Messi 33' | (1–0) Jegyzőkönyv | Vargas 57' |

| Estádio Olímpico Nilton Santos, Rio de Janeiro Játékvezető: Wilmar Roldán (kolumbiai) |

| 2021. június 14. 21:00 (2:00) |

| Paraguay                             | 3–1               | Bolívia                 |
| ------------------------------------ | ----------------- | ----------------------- |
| Romero Gamarra 62' A. Romero 65' 80' | (0–1) Jegyzőkönyv | Saavedra 10' (11-esből) |

| Estádio Olímpico Pedro Ludovico, Goiânia Játékvezető: Diego Haro (perui) |

| 2021. június 18. 17:00 (23:00) |

| Chile        | 1–0               | Bolívia |
| ------------ | ----------------- | ------- |
| Brereton 10' | (1–0) Jegyzőkönyv |         |

| Arena Pantanal, Cuiabá Játékvezető: Jesús Gil Manzano (spanyol) |

| 2021. június 18. 21:00 (2:00) |

| Argentína     | 1–0               | Uruguay |
| ------------- | ----------------- | ------- |
| Rodríguez 13' | (1–0) Jegyzőkönyv |         |

| Estádio Nacional de Brasília, Brazíliaváros Játékvezető: Wilton Sampaio (brazil) |

| 2021. június 21. 17:00 (23:00) |

| Uruguay    | 1–1               | Chile      |
| ---------- | ----------------- | ---------- |
| Suárez 66' | (0–1) Jegyzőkönyv | Vargas 26' |

| Arena Pantanal, Cuiabá Játékvezető: Raphael Claus (brazil) |

| 2021. június 21. 21:00 (2:00) |

| Argentína | 1–0               | Paraguay |
| --------- | ----------------- | -------- |
| Gómez 10' | (1–0) Jegyzőkönyv |          |

| Estádio Nacional de Brasília, Brazíliaváros Játékvezető: Jesús Valenzuela (venezuelai) |

| 2021. június 24. 17:00 (23:00) |

| Bolívia | 0–2               | Uruguay                        |
| ------- | ----------------- | ------------------------------ |
|         | (0–1) Jegyzőkönyv | Quinteros 40' (ög.) Cavani 79' |

| Arena Pantanal, Cuiabá Játékvezető: Alexis Herrera (venezuelai) |

| 2021. június 24. 21:00 (2:00) |

| Chile | 0–2               | Paraguay                       |
| ----- | ----------------- | ------------------------------ |
|       | (0–1) Jegyzőkönyv | Samudio 33' Almirón 58' (bün.) |

| Estádio Nacional de Brasília, Brazíliaváros Játékvezető: Wilmar Roldán (kolumbiai) |

| 2021. június 28. 21:00 (2:00) |

| Uruguay               | 1–0               | Paraguay |
| --------------------- | ----------------- | -------- |
| Cavani 21' (11-esből) | (1–0) Jegyzőkönyv |          |

| Estádio Olímpico Nilton Santos, Rio de Janeiro Játékvezető: Raphael Claus (brazil) |

| 2021. június 28. 20:00 (2:00) |

| Bolívia      | 1–4               | Argentína                                          |
| ------------ | ----------------- | -------------------------------------------------- |
| Saavedra 60' | (0–3) Jegyzőkönyv | Gómez 6' Messi 33' (11-esből) 42' La. Martínez 65' |

| Arena Pantanal, Cuiabá Játékvezető: Andrés Rojas (kolumbiai) |

### B csoport (északi zóna)
| Hely. | Csapat       | M | Gy | D | V | G+ | G– | Gk | P  | Továbbjutás                                |
| ----- | ------------ | - | -- | - | - | -- | -- | -- | -- | ------------------------------------------ |
| 1.    | Brazília (R) | 4 | 3  | 1 | 0 | 10 | 2  | +8 | 10 | Továbbjutott az egyenes kieséses szakaszba |
| 2.    | Peru         | 4 | 2  | 1 | 1 | 5  | 7  | −2 | 7  | Továbbjutott az egyenes kieséses szakaszba |
| 3.    | Kolumbia     | 4 | 1  | 1 | 2 | 3  | 4  | −1 | 4  | Továbbjutott az egyenes kieséses szakaszba |
| 4.    | Ecuador      | 4 | 0  | 3 | 1 | 5  | 6  | −1 | 3  | Továbbjutott az egyenes kieséses szakaszba |
| 5.    | Venezuela    | 4 | 0  | 2 | 2 | 2  | 6  | −4 | 2  |                                            |

| 2021. június 13. 18:00 (23:00) |

| Brazília                                                 | 3–0               | Venezuela |
| -------------------------------------------------------- | ----------------- | --------- |
| Marquinhos 23' Neymar 64' (11-esből) Gabriel Barbosa 89' | (1–0) Jegyzőkönyv |           |

| Estádio Nacional de Brasília, Brazíliaváros Játékvezető: Esteban Ostojich (uruguayi) |

| 2021. június 13. 20:00 (2:00) |

| Kolumbia    | 1–0               | Ecuador |
| ----------- | ----------------- | ------- |
| Cardona 42' | (1–0) Jegyzőkönyv |         |

| Arena Pantanal, Cuiabá Játékvezető: Néstor Pitana (argentin) |

| 2021. június 17. 18:00 (23:00) |

| Kolumbia | 0–0               | Venezuela |
| -------- | ----------------- | --------- |
|          | (0–0) Jegyzőkönyv |           |

| Estádio Olímpico Pedro Ludovico, Goiânia Játékvezető: Eber Aquino (paraguayi) |

| 2021. június 17. 21:00 (2:00) |

| Brazília                                                         | 4–0               | Peru |
| ---------------------------------------------------------------- | ----------------- | ---- |
| Alex Sandro 12' Neymar 68' Everton Ribeiro 89' Richarlison 90+3' | (1–0) Jegyzőkönyv |      |

| Estádio Olímpico Nilton Santos, Rio de Janeiro Játékvezető: Patricio Loustau (argentin) |

| 2021. június 20. 18:00 (23:00) |

| Venezuela                    | 2–2               | Ecuador                    |
| ---------------------------- | ----------------- | -------------------------- |
| Castillo 51' Hernández 90+1' | (0–1) Jegyzőkönyv | Ay. Preciado 39' Plata 71' |

| Estádio Olímpico Nilton Santos, Rio de Janeiro Játékvezető: Roberto Tobar (chilei) |

| 2021. június 20. 21:00 (2:00) |

| Kolumbia         | 1–2               | Peru                    |
| ---------------- | ----------------- | ----------------------- |
| Borja 53' (bün.) | (0–1) Jegyzőkönyv | Peña 17' Mina 64' (ög.) |

| Estádio Olímpico Pedro Ludovico, Goiânia Játékvezető: Esteban Ostojich (uruguayi) |

| 2021. június 23. 18:00 (23:00) |

| Ecuador                            | 2–2               | Peru                      |
| ---------------------------------- | ----------------- | ------------------------- |
| Tapia 23' (ög.) Ay. Preciado 45+3' | (2–0) Jegyzőkönyv | Lapadula 49' Carrillo 54' |

| Estádio Olímpico Pedro Ludovico, Goiânia Játékvezető: Jesús Gil Manzano (spanyol) |

| 2021. június 23. 21:00 (2:00) |

| Brazília                    | 2–1               | Kolumbia |
| --------------------------- | ----------------- | -------- |
| Firmino 78' Casemiro 90+10' | (0–1) Jegyzőkönyv | Díaz 10' |

| Estádio Olímpico Nilton Santos, Rio de Janeiro Játékvezető: Néstor Pitana (argentin) |

| 2021. június 27. 18:00 (23:00) |

| Brazília    | 1–1               | Ecuador  |
| ----------- | ----------------- | -------- |
| Militão 37' | (1–0) Jegyzőkönyv | Mena 53' |

| Estádio Olímpico Pedro Ludovico, Goiânia Játékvezető: Roberto Tobar (chilei) |

| 2021. június 27. 18:00 (23:00) |

| Venezuela | 0–1               | Peru         |
| --------- | ----------------- | ------------ |
|           | (0–0) Jegyzőkönyv | Carrillo 48' |

| Estádio Nacional de Brasília, Brazíliaváros Játékvezető: Patricio Loustau (argentin) |

## Egyenes kieséses szakasz
Az egyenes kieséses szakaszban ha a rendes játékidő végén döntetlen az állás:
- A negyeddöntőben, az elődöntőben és a bronzmérkőzésen nincs hosszabbítás, rögtön büntetőpárbaj következik.[23]
- A döntőben 2×15 perces hosszabbítás, majd ha ez követően is döntetlen az állás, akkor büntetőpárbaj következik.[23]

|  |              |              |              |           |       |           |            |           |               |               |               |       |       |
|  | Negyeddöntők | Negyeddöntők | Negyeddöntők |           |       | Elődöntők | Elődöntők  | Elődöntők |               |               | Döntő         | Döntő | Döntő |
|  | Negyeddöntők | Negyeddöntők | Negyeddöntők |           |       | Elődöntők | Elődöntők  | Elődöntők |               |               | Döntő         | Döntő | Döntő |
|  | július 3.    |              |              |           |       |           |            |           |               |               |               |       |       |
|  |              |              |              |           |       |           |            |           |               |               |               |       |       |
|  | A1           | Argentína    | 3            |           |       |           |            |           |               |               |               |       |       |
|  | A1           | Argentína    | 3            | július 6. |       |           |            |           |               |               |               |       |       |
|  | B4           | Ecuador      | 0            |           |       |           |            |           |               |               |               |       |       |
|  | B4           | Ecuador      | 0            |           |       | Argentína | Argentína  | 1 (3)     |               |               |               |       |       |
|  | július 3.    |              |              |           |       | Argentína | Argentína  | 1 (3)     |               |               |               |       |       |
|  |              |              | Kolumbia     | Kolumbia  | 1 (2) |           |            |           |               |               |               |       |       |
|  | A2           | Uruguay      | Kolumbia     | Kolumbia  | 1 (2) | 0 (2)     |            |           |               |               |               |       |       |
|  | A2           | Uruguay      |              |           |       | 0 (2)     | július 10. |           |               |               |               |       |       |
|  | B3           | Kolumbia     | 0 (4)        |           |       |           |            |           |               |               |               |       |       |
|  | B3           | Kolumbia     | 0 (4)        |           |       | Argentína | Argentína  | 1         |               |               |               |       |       |
|  | július 2.    |              |              |           |       | Argentína | Argentína  | 1         |               |               |               |       |       |
|  |              |              | Brazília     | Brazília  | 0     |           |            |           |               |               |               |       |       |
|  | B1           | Brazília     | Brazília     | Brazília  | 0     | 1         |            |           |               |               |               |       |       |
|  | B1           | Brazília     | július 5.    |           |       | 1         |            |           |               |               |               |       |       |
|  | A4           | Chile        | 0            |           |       |           |            |           |               |               |               |       |       |
|  | A4           | Chile        | 0            |           |       | Brazília  | Brazília   | 1         | Bronzmérkőzés | Bronzmérkőzés | Bronzmérkőzés |       |       |
|  | július 2.    |              |              |           |       | Brazília  | Brazília   | 1         | Bronzmérkőzés | Bronzmérkőzés | Bronzmérkőzés |       |       |
|  |              |              | Peru         | Peru      | 0     |           |            | július 9. | július 9.     | július 9.     |               |       |       |
|  | B2           | Peru         | Peru         | Peru      | 0     | 3 (4)     |            | július 9. | július 9.     | július 9.     |               |       |       |
|  | B2           | Peru         |              |           |       |           |            | Kolumbia  | Kolumbia      | 3             |               |       |       |
|  | A3           | Paraguay     | 3 (3)        |           |       |           |            | Kolumbia  | Kolumbia      | 3             |               |       |       |
|  | A3           | Paraguay     | 3 (3)        |           |       | Peru      | Peru       | 2         |               |               |               |       |       |
|  |              |              |              |           |       | Peru      | Peru       | 2         |               |               |               |       |       |

### Negyeddöntők
| 2021. július 2. 18:00 (23:00) |

| Peru                                     | 3–3               | Paraguay                                                  |
| ---------------------------------------- | ----------------- | --------------------------------------------------------- |
| Lapadula 21' 40' Yotún 80'               | (2–1) Jegyzőkönyv | Gómez 11' Alonso 54' Ávalos 90'                           |
| Büntetőpárbaj                            |                   |                                                           |
| Lapadula Yotún Ormeño Tapia Cueva Trauco | 4–3               | Á. Romero Alonso Martínez Samudio Piris Da Motta Espínola |

| Estádio Olímpico Pedro Ludovico, Goiânia Játékvezető: Esteban Ostojich (uruguayi) |

| 2021. július 2. 21:00 (2:00) |

| Brazília    | 1–0               | Chile |
| ----------- | ----------------- | ----- |
| Paquetá 46' | (0–0) Jegyzőkönyv |       |

| Estádio Olímpico Nilton Santos, Rio de Janeiro Játékvezető: Patricio Loustau (argentin) |

| 2021. július 3. 19:00 (0:00) |

| Uruguay                    | 0–0         | Kolumbia                  |
| -------------------------- | ----------- | ------------------------- |
|                            | Jegyzőkönyv |                           |
| Büntetőpárbaj              |             |                           |
| Cavani Giménez Suárez Viña | 2–4         | Zapata Sánchez Mina Borja |

| Estádio Olímpico Pedro Ludovico, Goiânia Játékvezető: Jesús Gil Manzano (spanyol) |

| 2021. július 3. 22:00 (3:00) |

| Argentína                                | 3–0               | Ecuador |
| ---------------------------------------- | ----------------- | ------- |
| De Paul 40' La. Martínez 84' Messi 90+3' | (1–0) Jegyzőkönyv |         |

| Estádio Nacional de Brasília, Brazíliaváros Játékvezető: Wilton Sampaio (brazil) |

### Elődöntők
| 2021. július 5. 20:00 (1:00) |

| Brazília    | 1–0               | Peru |
| ----------- | ----------------- | ---- |
| Paquetá 35' | (1–0) Jegyzőkönyv |      |

| Estádio Olímpico Nilton Santos, Rio de Janeiro Játékvezető: Roberto Tobar (chilei) |

| 2021. július 6. 22:00 (3:00) |

| Argentína                          | 1–1               | Kolumbia                            |
| ---------------------------------- | ----------------- | ----------------------------------- |
| La. Martínez 7'                    | (1–0) Jegyzőkönyv | Díaz 61'                            |
| Büntetőpárbaj                      |                   |                                     |
| Messi De Paul Paredes La. Martínez | 3–2               | Cuadrado Sánchez Mina Borja Cardona |

| Estádio Nacional de Brasília, Brazíliaváros Játékvezető: Jesús Valenzuela (venezuelai) |

### Bronzmérkőzés
| 2021. július 9. 21:00 (2:00) |

| Kolumbia                    | 3–2               | Peru                   |
| --------------------------- | ----------------- | ---------------------- |
| Cuadrado 49' Díaz 66' 90+4' | (0–1) Jegyzőkönyv | Yotún 45' Lapadula 82' |

| Estádio Nacional de Brasília, Brazíliaváros Játékvezető: Raphael Claus (brazil) |

### Döntő
| 2021. július 10. 21:00 (2:00) |

| Argentína    | 1–0               | Brazília |
| ------------ | ----------------- | -------- |
| Di María 22' | (1–0) Jegyzőkönyv |          |

| Maracanã Stadion, Rio de Janeiro Játékvezető: Esteban Ostojich (uruguayi) |

| A 2021-es Copa América győztese |
| ------------------------------- |
| · Argentína · 15. cím           |